# Contea di Ramsey (Dakota del Nord)
La contea di Ramsey in inglese Ramsey County è una contea dello Stato del Dakota del Nord, negli Stati Uniti. La popolazione al censimento del 2000 era di 12 066 abitanti. Il capoluogo di contea è Devils Lake.

## Geografia
L'U.S. Census Bureau certifica che l'estensione della contea è di 3369 km², dei quali 295 km² (1,6%) sono coperti d'acqua.

### Strade principali
- U.S. Highway 2
- U.S. Highway 281
- North Dakota Highway 1
- North Dakota Highway 17
- North Dakota Highway 19
- North Dakota Highway 20
- North Dakota Highway 57

### Contee confinanti
- Contea di Cavalier (nord)
- Contea di Walsh (est)
- Contea di Nelson (sud-est)
- Contea di Benson (sud-ovest)
- Contea di Towner (nord-ovest)